# Rothemühl
Rothemühl település Németországban, Mecklenburg-Elő-Pomeránia tartományban. Lakosainak száma 289 fő (2023. december 31.).

## Népesség
A település népességének változása:
| Lakosok száma | 302  | 306  | 297  | 289  | 289  |
|               | 2017 | 2019 | 2021 | 2022 | 2023 |